# ویژدرون
ویژدرون (به کردی: وێژدەروەن / Wêjderwen) دره ای در فاصله حدود ۲۰ کیلومتری شهر ایلام و در کنار سد چم گردلان در نزدیکی روستای مهر، شهرستان ملکشاهی قرار دارد.
این دره در عبور رودخانه کنجان‌چم به طول حدود ۶ کیلومتر و در ارتفاع ۸۱۰ متری از سطح دریا قرار گرفته‌است.

## ویژدرون
ویژ در زبان کردی به معنی عمیق و درون به معنی دره است. از این رو ترکیب واژگان ویژدرون به معنی درهٔ عمیق با ارتفاع زیاد است. البته ویژ به معنی باد هم بکار برده می‌شود. وزش بادهای مداوم شاید دلیل نام گذاری این دره باشد.

زیستگاه حیات وحش ویژدرون بر اساس مصوبه شماره ۲۱۱۰۴ سازمان محیط زیست کشور در سال ۱۳۹۶ به مدت پنج سال به عنوان منطقه شکار ممنوع اعلام شده‌است.

## زمین‌شناسی دره
منشأ اولیه این اثر طبیعی ایجاد درز و شکاف بر اثر فعالیتهای تکتونیکی منطقه روی لایه‌های ضخیم آهک است. این سنگ‌ها به سازند آهکی آسماری تعلق دارند که از جملهٔ غنی‌ترین مخزن نفتی ایران و خاورمیانه و یکی از غنی‌ترین مخازن کربنات جهان است.

عملکرد پدیدهٔ فرسایش به ویژه انحلال، وضعیت توپوگرافی خاص، اختلاف ارتفاع و شیب تند بخش‌های بالا و پایین دست در کنار سایر عوامل طبیعی از جمله بارش و پوشش گیاهی متنوع دست به دست هم داده‌اند تا این اثر طبیعی شکل گیرد.

## معرفی زیستگاه
منطقه زیبای ویژدرون با وسعت ۲۰ هزار هکتار از توابع بخش گچی ملکشاهی با طبیعت بکر و بی نظیر از مهمترین زیستگاه‌های حیات وحش استان ایلام محسوب می‌شود.

زیستگاه‌های طبیعی شهرستان ملکشاهی با وسعت بیش از ۱۵۰ هزار هکتار در مناطق کبیرکوه، ویژدرون، باجک، پشمین و بیوره زیستگاه انواع جانوران و پرندگان وحشی از قبیل پلنگ، خرس قهوه ای، کاراکال، قوچ و میش، گرگ، روباه و انواع پرندگان است.

## راه‌های دسترسی
دسترسی به این دره از طریق جادهٔ ارتباطی سد ایلام امکانپذیر است. دره در ضلع غربی سد واقع شده‌است.

## امکانات
عبور از این دره دو روز زمان نیاز دارد و برای ورود به آن استفاده از تجهیزات دره نوردی، طناب استاتیک و ابزار فنی، به همراه راهنمای محلی بسیار ضروری است.

## نگارخانه

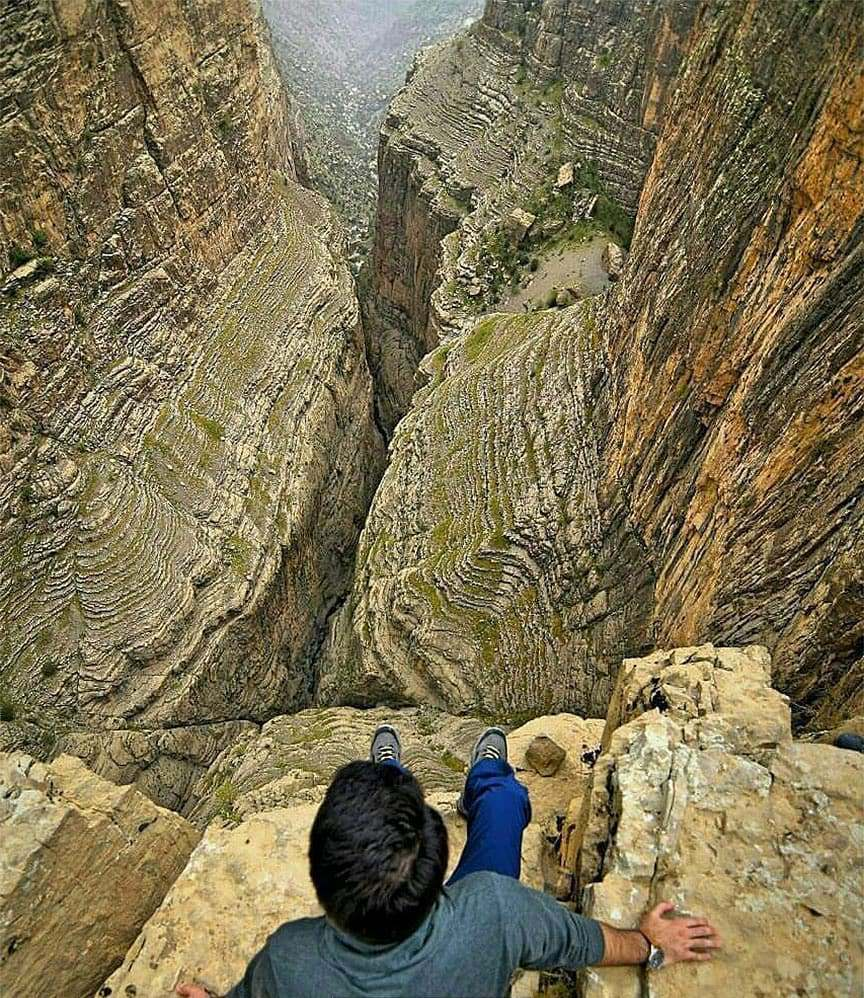
نمای بالای دره